# The Elephant Building
El Elephant Building es parte de un complejo de ocio en el centro de la ciudad de Coventry, Inglaterra. Su forma se debe a que se pretendía ampliar el edificio preexistente de Coventry Central Baths, al que está conectado con una pasarela cerrada (la "trompa de elefante").

## Historia

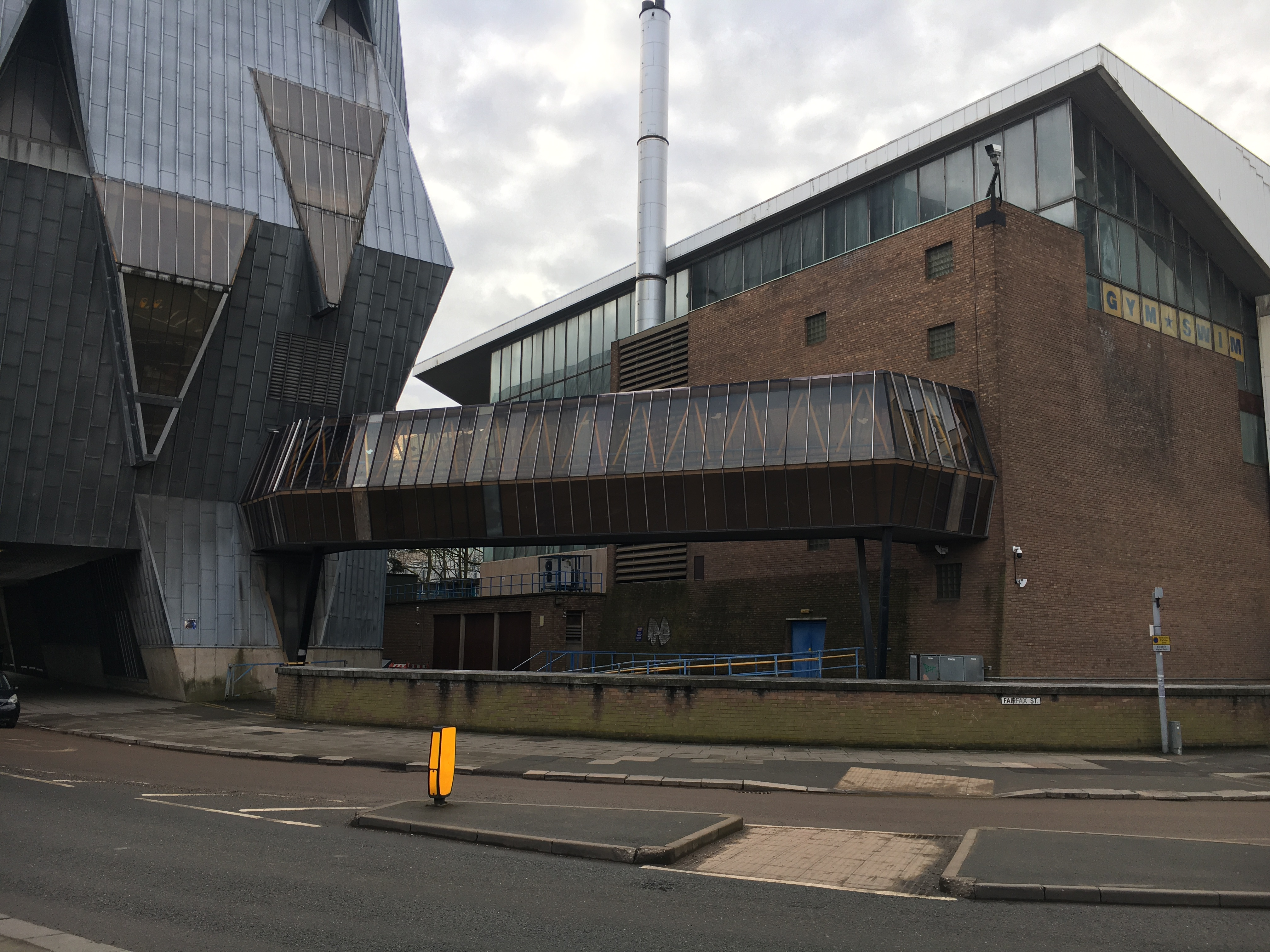
La "trompa del elefante" conecta al Elephant Building con el resto del centro de ocio.

El edificio principal del complejo de ocio se inauguró en 1966, proporcionando a Coventry la única piscina olímpica de la región con asientos para espectadores, lo que la convierte en un punto focal para la natación en West Midlands. Una carretera de circunvalación alrededor de Coventry se completó en 1972, dejando una pequeña área de terreno a ambos lados de Cox Street al final del edificio de Coventry Baths. El departamento de arquitectos de la ciudad diseñó un edificio a ambos lados de la carretera, y la construcción del Elephant Building comenzó en 1974. Después de que la construcción terminó en 1976, se usó como parte del Centro de ocio y deportes de Coventry hasta que el Ayuntamiento de Coventry lo cerró en febrero de 2020. El edificio principal figuraba en la lista de Grado II en 1997, pero el Elephant Building en sí no figura en la lista.

## Diseño
El Elephant Building está diseñado para parecerse a un elefante en referencia al escudo de armas de la ciudad de Coventry, que muestra el castillo de Coventry transportado a lomos de un elefante. Los elefantes son un motivo popular en la vida cívica de Coventry, y aparecen en el logotipo de Coventry City FC y Coventry R.F.C., así como en la insignia de fragatas destructores HMS Coventry.

## Futuro
El futuro del Elephant Building es incierto tras el cierre del centro de ocio en 2020. El Ayuntamiento de Coventry aún no ha anunciado planes firmes para la remodelación del edificio, pero puede convertirse en un espacio de arte comunitario.